# Cooperignathus
Genre
Cooperignathus est un genre éteint de conodontes de la famille des Paracordylodontidae.

## Systématique
Le genre Cooperignathus a été créé en 2003 par le paléontologue Yong Yi Zhen (d) dans une publication coécrite avec Ian G. Percival (d) et Barry Deane Webby (d),.
Ce genre n'est pas reconnu par Paleobiology Database (15 août 2022) et est considéré comme incertain (non évalué) par l’IRMNG.

## Étymologie
Le nom générique, Cooperignathus, a été donné en l'honneur de Barry J. Cooper (d), géologue et paléontologue australien, qui a décrit les deux espèces actuellement présentes dans ce genre,

## Publication originale
- (en) Yong Yi Zhen, Ian G. Percival et Barry D. Webby, « Early Ordovician conodonts from far western New South Wales, Australia », Records of the Australian Museum, Sydney, Australian Museum et Shane F. McEvey (d), vol. 55, no 2,‎ 2003, p. 169-220 (ISSN 0067-1975 et 2201-4349, OCLC 1385608, DOI 10.3853/J.0067-1975.55.2003.1383, lire en ligne).

## Liste d'espèces
- †Cooperignathus aranda (Cooper, 1981)[2]
- †Cooperignathus nyinti (Cooper, 1981)[2] - espèce type